# Carlos Amadeu
Carlos Amadeu Nascimento Lemos conocido como Carlos Amadeu (Salvador de Bahía, 6 de septiembre de 1965 - Riad, 15 de noviembre de 2020), fue un futbolista y entrenador brasileño, que jugaba como lateral izquierdo.

## Carrera como jugador
Nacido en Salvador de Bahía, Amadeu se unió a la organización juvenil del Bahía en 1983. Definitivamente fue ascendido al equipo principal en 1985, después de haber sido parte del equipo que ganó el Campeonato Baiano el año anterior.
En 1987, después de dos temporadas como sénior, Amadeu se trasladó al Galícia Esporte Clube. Después de impresionar durante su paso por el equipo, regresó a Bahía y formó parte del equipo del Campeonato Brasileiro Serie A de 1988 que levantó el trofeo. En octubre de 1988, sin embargo, sufrió una fractura compuesta en su brazo que le llevó a tres cirugías, y después de un año sin jugar, se retiró.

## Carrera como entrenador
Amadeu comenzó su carrera como entrenador en el Esporte Clube Vitória en 1991, como preparador físico de los menores de 20 años. Posteriormente dirigió las selecciones sub-17 y sub-20 en los años siguientes, pero en 1996 dejó de trabajar en el fútbol sala.
Amadeu regresó a Bahía en 2000, estando a cargo de los equipos juveniles hasta principios de 2005, cuando se convirtió en el subdirector del equipo principal de Hélio dos Anjos. El 18 de abril de ese año, luego de la destitución de dos Anjos, se hizo cargo del primer equipo de manera interina; también asumió el papel en dos ocasiones más, luego de las salidas de Jair Picerni y Procópio Cardoso.
En 2009 Amadeu regresó a Vitória, a cargo de los menores de 20 años. En mayo de 2014 fue técnico interino del primer equipo durante un partido, y en diciembre de ese año se convirtió en asistente de la escuadra principal. En mayo de 2015, fue nombrado entrenador de la selección nacional sub-17 de Brasil.
El 24 de enero de 2018, tras ganar el Campeonato Sudamericano Sub-17 de 2017, Amadeu fue confirmado como entrenador de la selección sub-20. El 22 de febrero del año siguiente, dejó el cargo, luego del pobre desempeño de Brasil en el Campeonato Sudamericano Sub-20 de 2019, que lo vio terminar quinto y perder la clasificación para la Copa Mundial Sub-20 de la FIFA 2019.
El 5 de agosto de 2019, Amadeu se reincorporó al Vitória para un tercer período, ahora nombrado director del primer equipo. El 18 de septiembre, después de sólo nueve partidos a cargo, fue despedido y regresó a su primer club el Bahía el 6 de febrero siguiente, siendo nombrado entrenador de la Sub-20. En agosto de 2020, Amadeu se trasladó a Arabia Saudí para dirigir el equipo sub-19 del Al-Hilal Saudi Football Club.

## Vida personal
Amadeu estaba casado con Dora y tenía dos hijos Mateus y Ricardo. Ricardo, el mayor, es entrenador sub-15 y entrenador asistente sub-20 en Vitória. En 2012, Amadeu desarrolló dificultades auditivas en un oído y en 2020 había perdido la audición en ese oído y solo tenía un 30% de audición en el otro, dependiendo de un audífono. El 15 de noviembre de 2020, Amadeu falleció en Riad tras sufrir un infarto.

## Honores

### Jugador
Bahía
- Campeonato Brasileiro Série A : 1988[15]
- Campeonato Baiano : 1984, 1988[18]

### Entrenador
Brasil U17
- Campeonato Sudamericano Sub-17 : 2017[11]